# 李景汉
李景汉（1894年—1986年9月28日），男，北京人，中国社会学家、社会调查学家、民间文艺研究家，中国人民大学教授，曾任中国社会学研究会顾问。